# یوچتسپرینگ
یوچتسپرینگ (به آلمانی: Uchtspringe) یک زیستگاه انسانی در آلمان است که در اشتندل واقع شده‌است.

## خصوصیات
یوچتسپرینگ ۱۰٫۷۴ کیلومترمربع مساحت دارد ۸۰ متر بالاتر از سطح دریا واقع شده‌است.